# France aux Jeux olympiques d'hiver de 1948
Cet article contient des informations sur la participation et les résultats de la France aux Jeux olympiques d'hiver de 1948 à Saint-Moritz en Suisse.
L'équipe de France olympique a remporté 5 médailles (2 en or, 1 en argent et 2 en bronze) lors de ces Jeux olympiques d'hiver de 1948. Avec ce score, elle se situe à la 5e place des nations au tableau des médailles.

## Bilan général
| Place | Sport     | Médaille d'or, Jeux olympiques | Médaille d'argent, Jeux olympiques | Médaille de bronze, Jeux olympiques | Total |
| ----- | --------- | ------------------------------ | ---------------------------------- | ----------------------------------- | ----- |
| 1     | Ski alpin | 2                              | 1                                  | 2                                   | 5     |
| Total | Total     | 2                              | 1                                  | 2                                   | 5     |

## Médaillés
| Sport     | Discipline      | Athlète(s)     | Performance  | Date      |
| --------- | --------------- | -------------- | ------------ | --------- |
| Ski alpin | Descente hommes | Henri Oreiller | 2 min 55 s 0 | 2 février |
| Ski alpin | Combiné hommes  | Henri Oreiller | 3.27         | 4 février |

| Sport     | Discipline    | Athlète(s)    | Performance  | Date      |
| --------- | ------------- | ------------- | ------------ | --------- |
| Ski alpin | Slalom hommes | James Couttet | 2 min 10 s 8 | 5 février |

| Sport     | Discipline     | Athlète(s)     | Score        | Date      |
| --------- | -------------- | -------------- | ------------ | --------- |
| Ski alpin | Combiné hommes | James Couttet  | 6.95         | 4 février |
| Ski alpin | Slalom hommes  | Henri Oreiller | 2 min 12 s 8 | 5 février |

## Résultats

### Bobsleigh
- Henri Evrot

### Ski alpin
| Athlète          | Épreuve  | 1re manche   | 1re manche  | 2e manche    | 2e manche   | Finale       | Finale                              |
| Athlète          | Épreuve  | Score        | Rang        | Score        | Rang        | Score        | Rang                                |
| ---------------- | -------- | ------------ | ----------- | ------------ | ----------- | ------------ | ----------------------------------- |
| Henri Oreiller   | Descente | Non disputé  | Non disputé | Non disputé  | Non disputé | 2 min 55 s 0 | Médaille d'or, Jeux olympiques      |
| James Couttet    | Descente | Non disputé  | Non disputé | Non disputé  | Non disputé | 3 min 7 s 6  | 13e                                 |
| Guy de Huertas   | Descente | Non disputé  | Non disputé | Non disputé  | Non disputé | 3 min 12 s 0 | 23e                                 |
| Georges Panisset | Descente | Non disputé  | Non disputé | Non disputé  | Non disputé | 3 min 12 s 0 | 23e                                 |
| Jean Pazzi       | Descente | Non disputé  | Non disputé | Non disputé  | Non disputé | 3 min 16 s 2 | 33e                                 |
| Claude Penz      | Descente | Non disputé  | Non disputé | Non disputé  | Non disputé | 3 min 19 s 4 | 34e                                 |
| Henri Oreiller   | Combiné  | 0            | 1er         | 3,27         | 5e          | 3,27         | Médaille d'or, Jeux olympiques      |
| James Couttet    | Combiné  | 6,95         | 13e         | 0            | 1er         | 6,95         | Médaille de bronze, Jeux olympiques |
| Georges Panisset | Combiné  | 9,38         | 23e         | 9,00         | 18e         | 18,38        | 18e                                 |
| Claude Penz      | Combiné  | 13,46        | 23e         | 9,52         | 22e         | 22,98        | 24e                                 |
| Guy de Huertas   | Combiné  | Abandon      | Abandon     | Abandon      | Abandon     | Abandon      | Abandon                             |
| Jean Pazzi       | Combiné  | Abandon      | Abandon     | Abandon      | Abandon     | Abandon      | Abandon                             |
| James Couttet    | Slalom   | 1 min 7 s 5  | 2e          | 1 min 3 s 3  | 4e          | 2 min 10 s 8 | Médaille d'argent, Jeux olympiques  |
| Henri Oreiller   | Slalom   | 1 min 8 s 0  | 4e          | 1 min 4 s 8  | 6e          | 2 min 12 s 8 | Médaille de bronze, Jeux olympiques |
| Désiré Lacroix   | Slalom   | 1 min 9 s 9  | 5e          | 1 min 10 s 0 | 23e         | 2 min 19 s 9 | 15e                                 |
| Claude Penz      | Slalom   | 1 min 29 s 2 | 38e         | 1 min 10 s 9 | 25e         | 2 min 40 s 1 | 34e                                 |
| Guy de Huertas   | Slalom   | Abandon      | Abandon     | Abandon      | Abandon     | Abandon      | Abandon                             |
| Georges Panisset | Slalom   | Abandon      | Abandon     | Abandon      | Abandon     | Abandon      | Abandon                             |

| Athlète                     | Épreuve  | 1re manche  | 1re manche  | 2e manche    | 2e manche   | Finale       | Finale  |
| Athlète                     | Épreuve  | Score       | Rang        | Score        | Rang        | Score        | Rang    |
| --------------------------- | -------- | ----------- | ----------- | ------------ | ----------- | ------------ | ------- |
| Suzanne Thiollière          | Descente | Non disputé | Non disputé | Non disputé  | Non disputé | 2 min 31 s 8 | 6e      |
| Françoise Gignoux           | Descente | Non disputé | Non disputé | Non disputé  | Non disputé | 2 min 32 s 8 | 7e      |
| Lucienne Schmidt-Couttet    | Descente | Non disputé | Non disputé | Non disputé  | Non disputé | 2 min 35 s 4 | 10e     |
| Fernande Bayetto            | Descente | Non disputé | Non disputé | Non disputé  | Non disputé | 2 min 43 s 2 | 21e     |
| Micheline Desmazières       | Descente | Non disputé | Non disputé | Non disputé  | Non disputé | 2 min 50 s 4 | 29e     |
| Georgette Thiollière-Miller | Descente | Non disputé | Non disputé | Non disputé  | Non disputé | 2 min 52 s 8 | 31e     |
| Françoise Gignoux           | Combiné  |             |             |              |             |              | 5e      |
| Lucienne Schmidt-Couttet    | Combiné  |             |             |              |             |              | 10e     |
| Suzanne Thiollière          | Combiné  |             |             |              |             |              | 10e     |
| Georgette Thiollière-Miller | Combiné  |             |             |              |             |              | 20e     |
| Georgette Thiollière-Miller | Slalom   | 1 min 0 s 8 | 5e          | 0 min 58 s 0 | 4e          | 1 min 58 s 8 | 4e      |
| Françoise Gignoux           | Slalom   | 1 min 5 s 0 | 10e         | 1 min 5 s 3  | 16e         | 2 min 10 s 3 | 12e     |
| Lucienne Schmidt-Couttet    | Slalom   | 1 min 0 s 1 | 3e          | 1 min 20 s 5 | 23e         | 2 min 20 s 6 | 20e     |
| Suzanne Thiollière          | Slalom   | 1 min 1 s 1 | 6e          | Abandon      | Abandon     | Abandon      | Abandon |